# Mitsubishi B5M
Палубный торпедоносец «Тип 97 мод.2» ( (яп. 九七式二号艦上攻撃機 Кю:нана-сики ни-го кандзё: ко:гэкики)/«Мицубиси» B5M (яп. 三菱 B5N Мицубиси Би-го-эн) — японский палубный бомбардировщик и торпедоносец.

## История

### Разработка
Был разработан в 1935 году для использования на новых японских авианосцах. Первый полёт совершил в 1937 году, в том же году был принят на вооружение. Использовался не так широко, как его более удачный конкурент Nakajima B5N.

### Описание
Считалось, что это был первый вариант B5N с неубираемым шасси, хотя B5M и использовался японской палубной авиацией в боевых операциях. Представлял собой более консервативную конструкцию с неубирающимся шасси с большими обтекателями колес, ручным складыванием крыльев и изменением шага винта на земле. Был вооружён тремя пулемётами, нёс бомбы массой до 1000 кг, развивал скорость до 379 км/ч.

### Применение
Несмотря на свою простоту в обслуживании и более высокие технологии, применённые в строительстве, самолёт не стал основным в Военно-воздушных силах Японии. В боях в Китае проявил себя неплохо, но чаще использовался для вылета с береговых плохо подготовленных аэродромов. Поэтому уже выпущенные самолёты использовались в основном в составе береговой авиации и участвовали в боях в Юго-Восточной Азии. Позже их сдали в учебные подразделения. Последним их эксплуатировал 33-й хикотай, где В5М1 летали до 1943 года.

## Тактико-технические характеристики
Приведённые ниже характеристики соответствуют модификации B5M1.
Источник данных: Francillon, 1970.

Технические характеристики
- Экипаж: 3
- Длина: 10,234 м
- Размах крыла: 15,3 м
- Высота:
- Нормальная взлётная масса: 4000 кг
- Силовая установка: 1 × воздушного охлаждения Mitsubishi Kinsei 43
- Мощность двигателей: 1 × 1000 л. с. (1 × 746 кВт)

Лётные характеристики
- Максимальная скорость: 380 км/ч на 2200 м
- Практическая дальность: 2200 км

Вооружение
- Стрелково-пушечное: 1 × 7,7 мм пулемёт в задней кабине
- Боевая нагрузка: 800 кг бомб или торпеда